# Огледален неврон
Огледалният неврон е неврон, който се активира в случаите, когато животно извършва някакво действие или наблюдава същото действие извършено от друго животно Така невронът „отразява“ поведението на другия, все едно наблюдателят извършва действието. Такива неврони са наблюдавани директно при приматите
При хората мозъчната активност, съответстваща на огледалните неврони се открива в премоторната кора, допълнителна моторна зона, основната соматосензорна кора и долният теменен (париетален) лоб. Функцията на огледалната система при хората е обект на доста спекулации. Доказано е, че птиците имат имитативно резонансно поведение, а неврологичните доказателства предполагат наличието на някаква форма на огледална система.

## Откритие
През 80-те и 90-те години неврофизиолозите Джакомо Ризолати, Джузепе ди Пелегрино, Лучано Фадига, Леонардо Фогаси и Витори Галезе от Университета в Парма вживяват електроди в премоторната кора на макаци, за да изучават невроните, отговарящи за контрола над ръката и действията с уста. Например да се държи обекта и да се извършват действия с него. По време на всеки експеримент изследователите позволявали на маймуната да стига до храна и записвали резултатите на един-единствен неврон в мозъка ѝ, като измерват отговора на неврона при определени движения. Те откриват, че някои неврони отговарят, когато маймуната наблюдава човек, вдигащ храна и когато самата маймуна наблюдава храната. Откритието отначало е изпратено на списание „Нейчър“, но е отхвърлено поради „липсата на общ интерес“, преди да бъде публикувано в по-малко известен журнал.
Няколко години по-късно същата група учени публикува друга статия, която обсъжда ролята на огледалната невронна система при разпознаването на действия и предполага, че при хората зоната на Брока е хомологичен район (сходен на) на вентралната премоторна кора при маймуните.
Докато в тези статии се пише за наличието на огледални неврони, отговарящи за движението на ръцете, по-късно изследване от Пиер Франческо Ферари и колеги описва наличието на огледални неврони, отговарящи за движенията с уста и лицевите изрази.
По-нататъшни експерименти потвърждават, че около 10 % от невроните при маймуните в долния преден и долния теменен кортекс имат „огледални“ свойства и дават подобни отговори на извършените действия с ръце и при наблюдавани действия. През 2002 г. Кристиян Кейзерс и колеги съобщават, че при хората и маймуните, огледалната система отговаря също и при звуци от извършвана дейност.
Съобщения за огледалните неврони са широко публикувани и потвърждават, че огледалните неврони се откриват в долния фронтален и долния теменен региони на мозъка. Скорошно изследване чрез функционална магнитно-резонансна томография (fMRI) показва ясно, че хората имат подобни системи от огледални неврони: изследователи идентифицират регионите на мозъка, които отговарят и за действието, и за наблюдаването на действие. Не е изненадващо, че тези мозъчни региони, включват и тези при макаците Функционалната магнитно-резонансна томография (fMRI) може да изследва целия мозък наведнъж и предполага, че много по-широка мрежа от мозъчни области показва огледални свойства при хората, отколкото се е смятало. Тези допълнителни зони, включват соматосензорната кора и се смята, че те карат наблюдаващия да се чувства така, както би се чувствал, ако извършва наблюдаваното действие.